# Новий Косцюл
Новий Косцюл (пол. Nowy Kościół, нім. Neukirch) — село в Польщі, у гміні Свежава Злоторийського повіту Нижньосілезького воєводства.
Населення — 1209 осіб (2011).
У 1975-1998 роках село належало до Єленьоґурського воєводства.

## Демографія
Демографічна структура станом на 31 березня 2011 року:
|          | Загалом | Допрацездатний вік | Працездатний вік | Постпрацездатний вік |
| -------- | ------- | ------------------ | ---------------- | -------------------- |
| Чоловіки | 595     | 104                | 453              | 38                   |
| Жінки    | 614     | 111                | 377              | 126                  |
| Разом    | 1209    | 215                | 830              | 164                  |